# Tapolcai kistérség

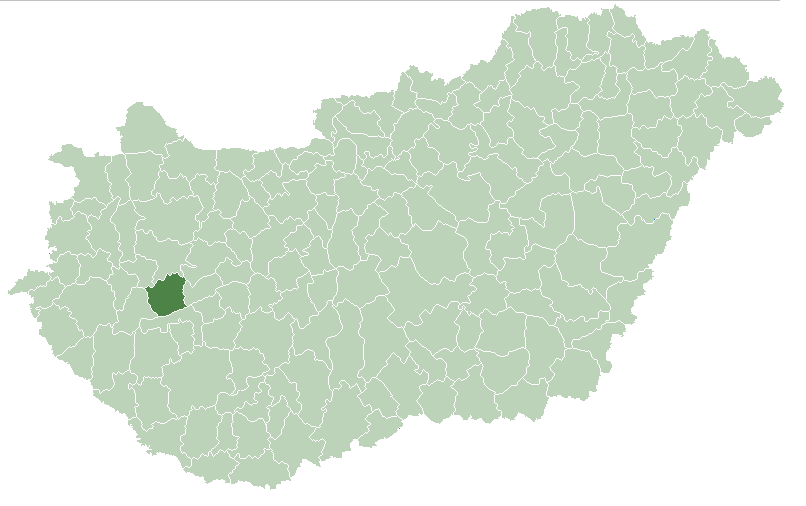
A Tapolcai kistérség

A Tapolcai kistérség egy kistérség volt Veszprém megyében, központja Tapolca volt. 2014-ben az összes többi kistérséggel együtt megszűnt.

## Települései
| Ábrahámhegy   | Badacsonytomaj | Badacsonytördemic | Balatonederics | Balatonhenye  |
| Balatonrendes | Gyulakeszi     | Hegyesd           | Hegymagas      | Kapolcs       |
| Káptalantóti  | Kékkút         | Kisapáti          | Kővágóörs      | Köveskál      |
| Lesencefalu   | Lesenceistvánd | Lesencetomaj      | Mindszentkálla | Monostorapáti |
| Nemesgulács   | Nemesvita      | Raposka           | Révfülöp       | Salföld       |
| Sáska         | Szentbékkálla  | Szigliget         | Taliándörögd   | Tapolca       |
| Uzsa          | Vigántpetend   | Zalahaláp         |                |               |